# Yeatesia
Yeatesia, maleni biljni rod iz porodice primogovki smješten u tribus Justicieae, dio potporodice Acanthoideae. Sastoji se od 3 sjevernoameričke vrste iz sjerveroistočnog Meksika i juga Sjedinjenih Država (od Teksasa do Floride)  Opisan je u Bulletin of the Torrey Botanical Club 23(10): 410. 1896.

## Opis
Rod Yeatesia, prethodno monotipski, proširen je tako da uključuje dvije dodatne vrste: Yeatesia platystegia, temeljenu na Tetramerium platystegium, i novu vrstu, Y. mabryi, iz Tamaulipasa u sjeveroistočnom Meksiku. Podaci iz herbarskih studija, morfologija peludi, broj kromosoma i komparativna kemija flavonoida podržavaju kongeneričku vezu ovih vrsta. Generički i plemenski afiniteti Yeatesia ispitani su s prijedlogom da Yeatesia treba smjestiti u podpleme Odontoneminae (Justicieae) u blizini Dicliptera, Tetramerium i Ecbolium, roda Starog svijeta. 

## Vrste
1. Yeatesia mabryi Hilsenb.
2. Yeatesia platystegia (Torr.) Hilsenb.
3. Yeatesia viridiflora (Nees) Small

## Sinonimi
- Gatesia A.Gray; Proc. Amer. Acad. Arts 13: 365 (1878)